# Fland Canyon
Fland Canyon, llamado Cañón Flanders en Hispanoamérica y Fland Cañón en España, es un episodio perteneciente a la vigesimoséptima temporada de la serie animada Los Simpson, fue emitido originalmente el 24 de abril de 2016 en EE.UU. El episodio fue escrito por J. Stewart Burns y dirigido por Michael Polcino.

## Sinopsis
Homer le cuenta a Maggie el viaje de vacaciones de la familia Simpson al Gran Cañón con los Flanders hace unos años antes de irse a dormir.

## Recepción
"Fland Canyon" obtuvo una calificación de 1.2 y fue visto por 2,77 espectadores, por lo que fue el más alto índice de audiencia de los programas de la noche de Fox.